# Roland Baier
Roland Baier (...) è un ex sciatore alpino austriaco.

## Biografia
Specialista delle prove tecniche, ai Campionati austriaci 1991 vinse la medaglia di bronzo nella combinata. Non ottenne piazzamenti in Coppa del Mondo né prese parte a rassegne olimpiche o iridate.

## Palmarès

### Campionati austriaci
- 1 medaglia[1]:
  - 1 bronzo (combinata nel 1991)